# NHL Entry Draft 2025
L'Entry Draft NHL 2025 è stata la 63ª edizione del draft della National Hockey League (NHL). L'evento si è tenuto il 27 e 28 giugno 2025 presso il Peacock Theater di Los Angeles (California). I primi tre giocatori selezionati sono stati Matthew Schaefer, scelto dai New York Islanders, Michael Misa, selezionato dai San Jose Sharks, e Anton Frondell, scelto dai Chicago Blackhawks.

## Eleggibilità
Per questa edizione del draft potevano essere selezionati giocatori delle seguenti categorie:
- giocatori di qualsiasi nazionalità nati tra il 1° gennaio 2005 e il 15 settembre 2007;
- giocatori undrafted stranieri (ad esclusioni di quelli nati in Canada e negli Stati Uniti) nati nel 2004;
- giocatori di qualsiasi nazionalità selezionati nel Draft 2023 ma che non avevano ancora firmato con alcuna squadra NHL e nati dopo il 30 giugno 2005.

## Sorteggio
Dalla stagione 2012-2013, la NHL ha modificato il regolamento del Draft NHL consentendo a tutte le squadre non qualificate ai playoff di partecipare alla lottery, con un sistema che attribuisce una probabilità diversificata alle diverse squadre per poter ottenere una miglior posizione nell'ordine di scelta. A partire dalla stagione 2014-2015, la NHL ha migliorato il sistema di attribuzione delle probabilità utilizzato nelle edizioni precedenti, attribuendo una probabilità minore alle 4 squadre con il peggior record nella stagione precedente ed aumentandole alle restanti squadre non qualificate ai playoff. Con la nuova modifica regolamentare introdotta prima della stagione 2021-2022 che ha ridotto il numero dei sorteggi, il Draft consiste da quella stagione in due sorteggi (invece dei tre precedenti). Inoltre, dal Draft 2022, le squadre che vincono una delle due lottery hanno la possibilità di scalare fino a 10 posizioni nell'ordine di scelta, mentre quella che viene estratta per prima in tutte e due può migliorare la sua posizione nel draft order soltanto due volte nel giro di 5 stagioni.
Il 5 maggio 2025 le due lottery hanno visto l'estrazione dei New York Islanders e degli Utah Mammoth, che rispettivamente si sono aggiudicate la prima e la quarta scelta assoluta. In tal modo, gli Islanders hanno guadagnato ben nove posizioni nel draft order, mentre i Mammoth hanno ottenuto ben 10 posizioni in più (il massimo previsto dal regolamento del draft). I San Jose Sharks, Chicago Blackhawks, New York Rangers, Detroit Red Wings e Columbus Blue Jackets hanno ognuna perso una posizione, mentre Nashville Predators, Philadelphia Flyers, Boston Bruins, Seattle Kraken, Buffalo Sabres, Anaheim Ducks e Pittsburgh Penguins ne hanno perse due.
Per la prima volta, la NHL ha trasmesso in diretta streaming i risultati della lottery.
| Squadra che ha vinto la 1° scelta assoluta |
| Squadra che ha vinto la 2° scelta assoluta |
| Squadre non estratte nelle due lottery     |

| Squadra      | 1ª    | 2ª    | 3ª    | 4ª    | 5ª    | 6ª    | 7ª    | 8ª    | 9ª    | 10ª   | 11ª   | 12ª   | 13ª   | 14ª   | 15ª   | 16ª   |
| ------------ | ----- | ----- | ----- | ----- | ----- | ----- | ----- | ----- | ----- | ----- | ----- | ----- | ----- | ----- | ----- | ----- |
| Sharks       | 25.5% | 18.8% | 55.7% |       |       |       |       |       |       |       |       |       |       |       |       |       |
| Blackhawks   | 13.5% | 14.1% | 30.7% | 41.7% |       |       |       |       |       |       |       |       |       |       |       |       |
| Ducks        | 11.5% | 11.2% | 7.8%  | 39.7% | 29.8% |       |       |       |       |       |       |       |       |       |       |       |
| Flyers       | 9.5%  | 9.5%  | 0.3%  | 15.4% | 44.6% | 20.8% |       |       |       |       |       |       |       |       |       |       |
| Bruins       | 8.5%  | 8.6%  | 0.3%  |       | 24.5% | 44.0% | 14.2% |       |       |       |       |       |       |       |       |       |
| Kraken       | 7.5%  | 7.7%  | 0.2%  |       |       | 34.1% | 41.4% | 9.1%  |       |       |       |       |       |       |       |       |
| Sabres       | 6.5%  | 6.7%  | 0.2%  |       |       |       | 44.4% | 36.5% | 5.6%  |       |       |       |       |       |       |       |
| Ducks        | 6.0%  | 6.2%  | 0.2%  |       |       |       |       | 54.4% | 30.0% | 3.2%  |       |       |       |       |       |       |
| Penguins     | 5.0%  | 5.2%  | 0.2%  |       |       |       |       |       | 64.4% | 23.5% | 1.7%  |       |       |       |       |       |
| Islanders    | 3.5%  | 3.7%  | 0.1%  |       |       |       |       |       |       | 73.3% | 18.4% | 0.9%  |       |       |       |       |
| Rangers      | 3.0%  | 3.2%  | 0.1%  |       |       |       |       |       |       |       | 79.9% | 13.4% | 0.5%  |       |       |       |
| Red Wings    |       | 5.3%  |       |       |       |       |       |       |       |       |       | 85.7% | 8.9%  | 0.2%  |       |       |
| Blue Jackets |       |       | 4.3%  |       |       |       |       |       |       |       |       |       | 90.7% | 5.1%  | >0.0% |       |
| Mammoth      |       |       |       | 3.1%  |       |       |       |       |       |       |       |       |       | 94.7% | 2.1%  | >0.0% |
| Canucks      |       |       |       |       | 1.1%  |       |       |       |       |       |       |       |       |       | 97.9% | 1.1%  |
| Flames       |       |       |       |       |       | 1.0%  |       |       |       |       |       |       |       |       |       | 98.9% |

## Migliori prospetti
Prima del Draft 2025, il Central Scouting Bureau della NHL ha pubblicato il seguente ranking dei migliori prospetti.
Legenda delle posizioni
F = Attaccante   RW = Ala destra   LW = Ala sinistra   C = Centro   D = Difensore   G = Portiere
| Posizione | Dai campionati nordamericani | Dai campionati europei   |
| --------- | ---------------------------- | ------------------------ |
| 1         | Matthew Schaefer (D)         | Anton Frondell (C)       |
| 2         | Michael Misa (C)             | Victor Eklund (RW)       |
| 3         | James Hagens (C)             | Milton Gastrin (C)       |
| 4         | Jake O'Brien (C)             | Vojtech Cihar (D)        |
| 5         | Radim Mrtka (D)              | Alexander Zharovsky (RW) |
| 6         | Porter Martone (RW)          | Eddie Genborg (RW)       |
| 7         | Caleb Desnoyers (C)          | Eric Nilson (C)          |
| 8         | Roger McQueen (C)            | Jacob Ihs-Wozniak (C)    |
| 9         | Kashawn Aitcheson (D)        | Kurban Limatov (D)       |
| 10        | Carter Bear (LW)             | Theodor Hallquisth (D)   |

| Posizione | Portieri nordamericani | Portieri europei      |
| --------- | ---------------------- | --------------------- |
| 1         | Joshua Ravensbergen    | Pyotr Andreyanov      |
| 2         | Lucas Beckman          | Semyon Frolov         |
| 3         | Michal Pradel          | Elijah Neuenschwander |

## Turni
L'ordine del Draft 2025 si è definito dopo la conclusione dei playoff 2025. Tuttavia, alcune squadre hanno scambiato via trade le loro posizioni nell'ordine. Le scelte sono elencate nelle tabelle seguenti.
Legenda delle posizioni
F = Attaccante   RW = Ala destra   LW = Ala sinistra   C = Centro   D = Difensore   G = Portiere

### First round
| #  | Giocatore           | Ruolo | Nazionalità | Squadra NHL                                              | Squadra di provenienza              |
| -- | ------------------- | ----- | ----------- | -------------------------------------------------------- | ----------------------------------- |
| 1  | Matthew Schaefer    | D     | Canada      | New York Islanders                                       | Erie Otters (OHL)                   |
| 2  | Michael Misa        | C     | Canada      | San Jose Sharks                                          | Saginaw Spirit (OHL)                |
| 3  | Anton Frondell      | C     | Svezia      | Chicago Blackhawks                                       | Djurgården (Hockeyallsvenskan)      |
| 4  | Caleb Desnoyers     | C     | Canada      | Utah Mammoth                                             | Moncton Wildcats (QMJHL)            |
| 5  | Brady Martin        | C     | Canada      | Nashville Predators                                      | S.S. Marie Greyhounds (OHL)         |
| 6  | Porter Martone      | RW    | Canada      | Philadelphia Flyers                                      | Brampton Steelheads (OHL)           |
| 7  | James Hagens        | C     | Stati Uniti | Boston Bruins                                            | Boston College Eagles (Hockey East) |
| 8  | Jake O'Brien        | C     | Canada      | Seattle Kraken                                           | Brantford Bulldogs (OHL)            |
| 9  | Radim Mrtka         | D     | Rep. Ceca   | Buffalo Sabres                                           | Seattle Thunderbirds (WHL)          |
| 10 | Roger McQueen       | C     | Canada      | Anaheim Ducks                                            | Brandon Wheat Kings (WHL)           |
| 11 | Benjamin Kindel     | C     | Canada      | Pittsburgh Penguins                                      | Calgary Hitmen (WHL)                |
| 12 | Jack Nesbitt        | C     | Canada      | Philadelphia Flyers (dai Rangers via Canucks e Penguins) | Windsor Spitfires (OHL)             |
| 13 | Carter Bear         | LW    | Canada      | Detroit Red Wings                                        | Everett Silvertips (WHL)            |
| 14 | Jackson Smith       | D     | Canada      | Columbus Blue Jackets                                    | Tri-City Americans (WHL)            |
| 15 | Braeden Cootes      | C     | Canada      | Vancouver Canucks                                        | Seattle Thunderbirds (WHL)          |
| 16 | Victor Eklund       | RW    | Svezia      | New York Islanders (dai Flames via Canadiens)            | Djurgården (Hockeyallsvenskan)      |
| 17 | Kashawn Aitcheson   | D     | Canada      | New York Islanders (dai Canadiens)                       | Barrie Colts (OHL)                  |
| 18 | Cole Reschny        | C     | Canada      | Calgary Flames (dai Devils)                              | Victoria Royals (WHL)               |
| 19 | Justin Carbonneau   | RW    | Canada      | St. Louis Blues                                          | B.-B. Armada (QMJHL)                |
| 20 | Pyotr Andreyanov    | G     | Russia      | Columbus Blue Jackets (dai Wild)                         | Krasnaya Armiya (MHL)               |
| 21 | Cameron Reid        | D     | Canada      | Nashville Predators (dai Senators)                       | Kitchener Rangers (OHL)             |
| 22 | Bill Zonnon         | RW    | Canada      | Pittsburgh Penguins (dagli Avalanche via Flyers)         | R-N Huskies (QMJHL)                 |
| 23 | Logan Hensler       | D     | Stati Uniti | Ottawa Senators (dai Lightning via Predators)            | Wisconsin Badgers (B1G)             |
| 24 | Will Horcoff        | C     | Stati Uniti | Pittsburgh Penguins (dai Kings)                          | Michigan Wolverines (B1G)           |
| 25 | Vaclav Nestrasil    | RW    | Rep. Ceca   | Chicago Blackhawks (dai Maple Leafs)                     | Muskegon Lumberjacks (USHL)         |
| 26 | Ryker Lee           | RW    | Stati Uniti | Nashville Predators (dai Golden Knights via Sharks)      | Madison Capitols (USHL)             |
| 27 | Lynden Lakovic      | RW    | Canada      | Washington Capitals                                      | Moose Jaw Warriors (WHL)            |
| 28 | Sascha Boumedienne  | D     | Svezia      | Winnipeg Jets                                            | Boston U. Terriers (Hockey East)    |
| 29 | Mason West          | RW    | Stati Uniti | Chicago Blackhawks (dagli Hurricanes)                    | Edina Hornets (USHS-MN)             |
| 30 | Joshua Ravensbergen | G     | Canada      | San Jose Sharks (dagli Stars)                            | Prince George Cougars (WHL)         |
| 31 | Henry Brzustewicz   | D     | Stati Uniti | Los Angeles Kings (dagli Oilers, via Flyers e Penguins)  | London Knights (OHL)                |
| 32 | Cullen Potter       | C     | Stati Uniti | Calgary Flames (dai Panthers)                            | ASU Sun Devils (NCHC)               |

### Second round
| #  | Giocatore           | Ruolo | Nazionalità | Squadra NHL                                                           | Squadra di provenienza           |
| -- | ------------------- | ----- | ----------- | --------------------------------------------------------------------- | -------------------------------- |
| 33 | Haoxi Wang          | D     | Cina        | San Jose Sharks                                                       | Oshawa Generals (OHL)            |
| 34 | Alexander Zharovsky | RW    | Russia      | Montreal Canadiens (dai Blackhawks via Hurricanes)                    | Tolpar Ufa (MHL)                 |
| 35 | Jacob Rombach       | D     | Stati Uniti | Nashville Predators                                                   | Lincoln Stars (USHL)             |
| 36 | Blake Fiddler       | D     | Stati Uniti | Seattle Kraken (dai Flyers)                                           | Edmonton Oil Kings (WHL)         |
| 37 | Milton Gastrin      | C     | Svezia      | Washington Capitals (dai Bruins)                                      | MODO (SHL)                       |
| 38 | Carter Amico        | D     | Stati Uniti | Philadelphia Flyers (dai Kraken)                                      | U.S. NTDP (USHL)                 |
| 39 | Peyton Kettles      | D     | Canada      | Pittsburgh Penguins (dai Sabres)                                      | Swift Current Broncos (WHL)      |
| 40 | Jack Murtagh        | LW    | Stati Uniti | Philadelphia Flyers (dai Ducks)                                       | U.S. NTDP (USHL)                 |
| 41 | Semyon Frolov       | G     | Russia      | Carolina Hurricanes (dai Penguins via Canadiens)                      | MHC Spartak (MHL)                |
| 42 | Daniil Prokhorov    | RW    | Russia      | New York Islanders                                                    | Dinamo S. Pietroburgo (MHL)      |
| 43 | Malcolm Spence      | LW    | Canada      | New York Rangers (dai Rangers via Mammoth e Avalanche)                | Erie Otters (OHL)                |
| 44 | Eddie Genborg       | RW    | Svezia      | Detroit Red Wings                                                     | Linköping (SHL)                  |
| 45 | Eric Nilson         | C     | Svezia      | Anaheim Ducks (dai Blue Jackets via Flyers)                           | Djurgården J20 (J20 Nationell)   |
| 46 | Max Psenicka        | D     | Rep. Ceca   | Utah Mammoth                                                          | Portland Winterhawks (WHL)       |
| 47 | Alexei Medvedev     | G     | Russia      | Vancouver Canucks                                                     | London Knights (OHL)             |
| 48 | Shane Vansaghi      | RW    | Stati Uniti | Philadelphia Flyers (dai Flames)                                      | Michigan St. Spartans (B1G)      |
| 49 | Charlie Cerrato     | C     | Stati Uniti | Carolina Hurricanes (dai Canadiens)                                   | Penn State N. Lions (B1G)        |
| 50 | Conrad Fondrk       | C     | Stati Uniti | New Jersey Devils                                                     | U.S. NTDP (USHL)                 |
| 51 | William Moore       | C     | Stati Uniti | Boston Bruins (dai Blues via Penguins, Blues e Oilers)                | U.S. NTDP (USHL)                 |
| 52 | Theodor Hallquisth  | D     | Svezia      | Minnesota Wild                                                        | Örebro J20 (J20 Nationell)       |
| 53 | Cole McKinney       | C     | Stati Uniti | San Jose Sharks (dai Senators)                                        | U.S. NTDP (USHL)                 |
| 54 | Theo Stockselius    | C     | Svezia      | Calgary Flames (dagli Avalanche via Capitals)                         | Djurgården J20 (J20 Nationell)   |
| 55 | Jakob Ihs-Wozniak   | C     | Svezia      | Vegas Golden Knights (dai Lightning via Predators)                    | Luleå J20 (J20 Nationell)        |
| 56 | Ethan Czata         | C     | Canada      | Tampa Bay Lightning (dai Kings)                                       | Niagara IceDogs (OHL)            |
| 57 | Matthew Gard        | C     | Canada      | Philadelphia Flyers (dai Maple Leafs via Mammoth, Lightning e Kraken) | Red Deer Rebels (WHL)            |
| 58 | Jack Ivankovic      | G     | Canada      | Nashville Predators (dai Golden Knights)                              | Brandon Wheat Kings (WHL)        |
| 59 | Vojtech Cihar       | LW    | Rep. Ceca   | Los Angeles Kings (dai Capitals via Penguins)                         | Energie Karlovy Vary (Extraliga) |
| 60 | Lasse Boelius       | D     | Finlandia   | Anaheim Ducks (dai Jets via Devils)                                   | Porin Ässät (Liiga)              |
| 61 | Liam Pettersson     | D     | Svezia      | Boston Bruins (dagli Hurricanes via Avalanche)                        | Växjö Lakers J20 (J20 Nationell) |
| 62 | Ivan Ryabkin        | C     | Russia      | Carolina Hurricanes (dagli Stars via Blackhawks)                      | Muskegon Lumberjacks (USHL)      |
| 63 | Ben Kevan           | RW    | Stati Uniti | New Jersey Devils (dagli Oilers via Mammoth)                          | Des Moines Buccaneers (USHL)     |
| 64 | Tinus Luc Koblar    | C     | Norvegia    | Toronto Maple Leafs (dai Panthers)                                    | Leksand J20 (J20 Nationell)      |

### Third Round
| #  | Giocatore           | Ruolo | Nazionalità | Squadra NHL                                                   | Squadra di provenienza          |
| -- | ------------------- | ----- | ----------- | ------------------------------------------------------------- | ------------------------------- |
| 65 | Kieren Dervin       | C     | Canada      | Vancouver Canucks (dagli Sharks via Golden Knights e Rangers) | St. Andrew's Saints (CISAA)     |
| 66 | Nathan Behm         | RW    | Canada      | Chicago Blackhawks (dai Blackhawks via Hurricanes)            | Kamloops Blazers (WHL)          |
| 67 | Kurban Limatov      | D     | Russia      | Carolina Hurricanes (dai Predators via Senators e Kings)      | MHC Dinamo (MHL)                |
| 68 | Will Reynolds       | D     | Canada      | Seattle Kraken (dai Flyers)                                   | Acadie-Bathurst Titan (QMJHL)   |
| 69 | Hayden Paupanekis   | C     | Canada      | Montreal Canadiens (dai Bruins)                               | Kelowna Rockets (WHL)           |
| 70 | Sean Barnhill       | D     | Stati Uniti | New York Rangers (dai Kraken)                                 | Dubuque Fighting Saints (USHL)  |
| 71 | David Bedkowski     | D     | Canada      | Buffalo Sabres                                                | Owen Sound Attack (OHL)         |
| 72 | Noah Read           | C     | Canada      | Anaheim Ducks                                                 | London Knights (OHL)            |
| 73 | Charlie Trethewey   | D     | Stati Uniti | Pittsburgh Penguins                                           | U.S. NTDP (USHL)                |
| 74 | Luca Romano         | C     | Canada      | New York Islanders                                            | Kitchener Rangers (OHL)         |
| 75 | Michal Pradel       | G     | Slovacchia  | Detroit Red Wings (dai Rangers via Mammoth)                   | Tri-City Storm (USHL)           |
| 76 | Malte Vass          | D     | Svezia      | Columbus Blue Jackets (dai Red Wings)                         | Färjestad J20 (J20 Nationell)   |
| 77 | Francesco Dell'Elce | D     | Canada      | Colorado Avalanche (dai Blue Jackets)                         | UMass Minutemen (Hockey East)   |
| 78 | Stepan Hoch         | LW    | Rep. Ceca   | Utah Mammoth                                                  | České Budějovice (Extraliga)    |
| 79 | Cooper Simpson      | LW    | Stati Uniti | Boston Bruins (dai Canucks via Canadiens)                     | Tri-City Storm (USHL)           |
| 80 | Mace'o Phillips     | D     | Stati Uniti | Calgary Flames                                                | U.S. NTDP (USHL)                |
| 81 | Bryce Pickford      | D     | Canada      | Montreal Canadiens                                            | Medicine Hat Tigers (WHL)       |
| 82 | Arseni Radkov       | G     | Bielorussia | Montreal Canadiens (dai Devils)                               | Tumenskij Legion (MHL)          |
| 83 | Tommy Lafrienere    | RW    | Canada      | Edmonton Oilers (dai Blues)                                   | Kamloops Blazers (WHL)          |
| 84 | Gabriel D'Aigle     | G     | Canada      | Pittsburgh Penguins (dai Wild via Flyers e Predators)         | Victoriaville Tigres (QMJHL)    |
| 85 | Mateo Nobert        | C     | Canada      | Vegas Golden Knights (dai Senators via Blues e Penguins)      | B.-B. Armada (QMJHL)            |
| 86 | Tyler Hopkins       | C     | Canada      | Toronto Maple Leafs (dagli Avalanche via Predators e Sharks)  | Kingston Frontenacs (OHL)       |
| 87 | Roman Bausov        | D     | Russia      | Carolina Hurricanes (dai Lightning)                           | Dinamo S. Pietroburgo U20 (MHL) |
| 88 | Kristian Epperson   | LW    | Stati Uniti | Los Angeles Kings                                             | Saginaw Spirit (OHL)            |
| 89 | Artyom Gonchar      | D     | Russia      | New York Rangers (dai Maple Leafs via Ducks)                  | Stalnye Lisy (MHL)              |
| 90 | Mason Moe           | C     | Stati Uniti | New Jersey Devils (dai Golden Knights)                        | Madison Capitols (USHL)         |
| 91 | Brady Peddle        | D     | Canada      | Pittsburgh Penguins (dai Capitals via Golden Knights)         | Waterloo Black Hawks (USHL)     |
| 92 | Owen Martin         | C     | Canada      | Winnipeg Jets                                                 | Spokane Chiefs (WHL)            |
| 93 | Blake Vanek         | RW    | Stati Uniti | Ottawa Senators (dagli Hurricanes via Capitals)               | Stillwater Ponies (USHS-MN)     |
| 94 | Cameron Schmidt     | RW    | Canada      | Dallas Stars                                                  | Vancouver Giants (WHL)          |
| 95 | Teddy Mutryn        | C     | Stati Uniti | San Jose Sharks (dagli Oilers)                                | Chicago Steel (USHL)            |
| 96 | Maxim Schafer       | LW    | Germania    | Washington Capitals (dai Panthers via Senators)               | Eisbären Berlin (DEL)           |

### Fourth Round
| #   | Giocatore             | Ruolo | Nazionalità | Squadra NHL                                                | Squadra di provenienza           |
| --- | --------------------- | ----- | ----------- | ---------------------------------------------------------- | -------------------------------- |
| 97  | Lucas Beckman         | G     | Canada      | Ottawa Senators (dagli Sharks)                             | Baie-Comeau Drakkar (QMJHL)      |
| 98  | Julius Sumpf          | C     | Germania    | Chicago Blackhawks                                         | Moncton Wildcats (QMJHL)         |
| 99  | Trenten Bennett       | G     | Canada      | New Jersey Devils (dai Predators)                          | Owen Sound Attack (OHL)          |
| 100 | Vashek Richards       | D     | Rep. Ceca   | Boston Bruins (dai Flyers via Maple Leafs)                 | Troja-Ljungby U20 (J20 regional) |
| 101 | Drew Schock           | D     | Stati Uniti | Anaheim Ducks (dai Bruins via Red Wings)                   | U.S. NTDP (USHL)                 |
| 102 | Adam Benak            | C     | Rep. Ceca   | Minnesota Wild (dai Kraken)                                | Youngstown Phantoms (USHL)       |
| 103 | Matous Kucharcik      | C     | Rep. Ceca   | Buffalo Sabres                                             | Slavia Praga U20 (Czechia U20)   |
| 104 | Elijah Neuenschwander | G     | Svizzera    | Anaheim Ducks (dai Ducks via Rangers)                      | Friburgo-Gottéron U20 (U20-Elit) |
| 105 | Travis Hayes          | RW    | Stati Uniti | Pittsburgh Penguins                                        | S.S. Marie Greyhounds (OHL)      |
| 106 | Tomas Poletin         | LW    | Rep. Ceca   | New York Islanders                                         | Lahti Pelicans (Liiga)           |
| 107 | Parker Holmes         | LW    | Canada      | Chicago Blackhawks (dai Rangers)                           | Brantford Bulldogs (OHL)         |
| 108 | Benjamin Rautiainen   | C     | Finlandia   | Tampa Bay Lightning (dai Red Wings via Canadiens e Bruins) | Tappara (Liiga)                  |
| 109 | Brent Solomon         | RW    | Stati Uniti | Detroit Red Wings (dai Blue Jackets)                       | Sioux Falls Stampede (USHL)      |
| 110 | Yegor Borikov         | RW    | Bielorussia | Utah Mammoth                                               | Dinamo Minsk (KHL)               |
| 111 | Mikkel Eriksen        | C     | Norvegia    | New York Rangers (dai Canucks via Avalanche)               | Färjestad J20 (J20 Nationell)    |
| 112 | Mads Kongsbak Klyvo   | LW    | Danimarca   | Florida Panthers (dai Flames)                              | Frölunda J20 (J20 Nationell)     |
| 113 | L.J. Mooney           | C     | Stati Uniti | Montreal Canadiens                                         | U.S. NTDP (USHL)                 |
| 114 | Gustav Hillstrom      | C     | Svezia      | New Jersey Devils                                          | Brynäs (SHL)                     |
| 115 | Ilyas Magomedsultanov | D     | Russia      | San Jose Sharks (dai Blues via Blue Jackets)               | Lokomotiv Jaroslavl' (KHL)       |
| 116 | Samuel Meloche        | G     | Canada      | Buffalo Sabres (dai Wild via Ducks)                        | R-N Huskies (QMJHL)              |
| 117 | David Lewandowski     | LW    | Germania    | Edmonton Oilers (dai Canucks via Senators e Oilers)        | Saskatoon Blades (WHL)           |
| 118 | Linus Funck           | D     | Svezia      | Colorado Avalanche                                         | Luleå J20 (J20 Nationell)        |
| 119 | Michal Svrcek         | LW    | Slovacchia  | Detroit Red Wings (dai Lightning)                          | Brynäs (SHL)                     |
| 120 | Caeden Herrington     | D     | Stati Uniti | Los Angeles Kings                                          | Lincoln Stars (USHL)             |
| 121 | Lirim Amidovski       | RW    | Canada      | Minnesota Wild (dai Maple Leafs)                           | North Bay Battalion (OHL)        |
| 122 | Alex Huang            | D     | Canada      | Nashville Predators (dai Golden Knights)                   | Chicoutimi Saguenéens (QMJHL)    |
| 123 | Carter Klippenstein   | C     | Canada      | Minnesota Wild (dai Capitals)                              | Brandon Wheat Kings (WHL)        |
| 124 | Zack Sharp            | D     | Stati Uniti | San Jose Sharks (dai Jets via Sharks e Stars)              | W. Michigan Broncos (NCHC)       |
| 125 | Jimmy Lombardi        | C     | Canada      | Los Angeles Kings (dagli Hurricanes)                       | Flint Firebirds (OHL)            |
| 126 | Brandon Gorzynski     | C     | Stati Uniti | Dallas Stars (dagli Stars via Rangers e Kraken)            | Calgary Hitmen (WHL)             |
| 127 | Aiden Foster          | C     | Canada      | Tampa Bay Lightning (dagli Oilers)                         | Prince George Cougars (WHL)      |
| 128 | Shea Busch            | LW    | Canada      | Florida Panthers                                           | Everett Silvertips (WHL)         |

### Fifth Round
| #   | Giocatore            | Ruolo | Nazionalità | Squadra NHL                                                     | Squadra di provenienza             |
| --- | -------------------- | ----- | ----------- | --------------------------------------------------------------- | ---------------------------------- |
| 129 | Shamar Moses         | RW    | Canada      | Florida Panthers (dagli Sharks)                                 | North Bay Battalion (OHL)          |
| 130 | Ryan Miller          | C     | Canada      | Pittsburgh Penguins (dai Blackhawks via Maple Leafs e Capitals) | Portland Winterhawks (WHL)         |
| 131 | Asher Barnett        | D     | Stati Uniti | Edmonton Oilers (dai Predators)                                 | U.S. NTDP (USHL)                   |
| 132 | Max Westergard       | LW    | Finlandia   | Philadelphia Flyers                                             | Frölunda J20 (J20 Nationell)       |
| 133 | Cole Chandler        | C     | Canada      | Boston Bruins                                                   | Shawinigan Cataractes (QMJHL)      |
| 134 | Maxim Agafonov       | D     | Russia      | Seattle Kraken                                                  | Tolpar Ufa (MHL)                   |
| 135 | Noah Laberge         | D     | Canada      | Buffalo Sabres                                                  | Acadie-Bathurst Titan (QMJHL)      |
| 136 | Alexis Mathieu       | D     | Canada      | Anaheim Ducks                                                   | Baie-Comeau Drakkar (QMJHL)        |
| 137 | William Belle        | RW    | Stati Uniti | Toronto Maple Leafs (dai Penguins)                              | U.S. NTDP (USHL)                   |
| 138 | Sam Laurila          | D     | Stati Uniti | New York Islanders                                              | Fargo Force (USHL)                 |
| 139 | Zeb Lindgren         | D     | Svezia      | New York Rangers                                                | Skellefteå AIK J20 (J20 Nationell) |
| 140 | Nikita Tyurin        | D     | Russia      | Detroit Red Wings                                               | MHC Spartak (MHL)                  |
| 141 | Justin Kipkie        | D     | Canada      | Minnesota Wild (dai Blue Jackets)                               | Victoria Royals (WHL)              |
| 142 | Ivan Tkach-Tkachenko | G     | Russia      | Utah Mammoth                                                    | Tolpar Ufa (MHL)                   |
| 143 | Wilson Bjorck        | C     | Svezia      | Vancouver Canucks                                               | Djurgården (Hockeyallsvenskan)     |
| 144 | Ethan Wyttenbach     | LW    | Stati Uniti | Calgary Flames                                                  | Sioux Falls Stampede (USHL)        |
| 145 | Alexis Cournoyer     | G     | Canada      | Montreal Canadiens                                              | Cape Breton Eagles (QMJHL)         |
| 146 | Atte Joki            | C     | Finlandia   | Dallas Stars (dai Devils)                                       | Lukko Rauma U20 (SM-sarja U20)     |
| 147 | Mikhail Fyodorov     | RW    | Russia      | St. Louis Blues                                                 | Stalnye Lisy (MHL)                 |
| 148 | Quinn Beauchesne     | D     | Canada      | Pittsburgh Penguins (dai Wild via Rangers)                      | Guelph Storm (OHL)                 |
| 149 | Dmitri Isayev        | LW    | Russia      | Ottawa Senators                                                 | MHC Avtomobilist (MHL)             |
| 150 | Max Heise            | C     | Canada      | San Jose Sharks (dagli Avalanche)                               | Penticton Vees (BCHL)              |
| 151 | Everett Baldwin      | D     | Stati Uniti | Tampa Bay Lightning                                             | St. George's School (USHS-Prep)    |
| 152 | Petteri Rimpinen     | G     | Finlandia   | Los Angeles Kings                                               | Kiekko-Espoo (Liiga)               |
| 153 | Harry Nansi          | RW    | Canada      | Toronto Maple Leafs                                             | Owen Sound Attack (OHL)            |
| 154 | Jordan Charron       | RW    | Canada      | Pittsburgh Penguins (dai Golden Knights)                        | S.S. Marie Greyhounds (OHL)        |
| 155 | Jackson Crowder      | C     | Stati Uniti | Washington Capitals                                             | Chicago Steel (USHL)               |
| 156 | Viktor Klingsell     | RW    | Svezia      | Winnipeg Jets                                                   | Skellefteå AIK J20 (J20 Nationell) |
| 157 | Luke Vlooswyk        | D     | Canada      | Philadelphia Flyers (dagli Hurricanes)                          | Red Deer Rebels (WHL)              |
| 158 | Mans Goos            | G     | Svezia      | Dallas Stars                                                    | Färjestad J20 (J20 Nationell)      |
| 159 | Emile Guite          | LW    | Canada      | Anaheim Ducks (dagli Oilers)                                    | Chicoutimi Saguenéens (QMJHL)      |
| 160 | Owen Griffin         | C     | Canada      | Columbus Blue Jackets (dai Panthers)                            | Oshawa Generals (OHL)              |

### Sixth Round
| #   | Giocatore             | Ruolo | Nazionalità | Squadra NHL                                  | Squadra di provenienza               |
| --- | --------------------- | ----- | ----------- | -------------------------------------------- | ------------------------------------ |
| 161 | David Rozsival        | RW    | Rep. Ceca   | New Jersey Devils (dagli Sharks)             | Bílí Tygři Liberec U20 (Czechia U20) |
| 162 | Ashton Cumby          | D     | Canada      | Chicago Blackhawks                           | Seattle Thunderbirds (WHL)           |
| 163 | Daniel Nieminen       | D     | Finlandia   | Nashville Predators                          | Lahti Pelicans (Liiga)               |
| 164 | Nathan Quinn          | C     | Canada      | Philadelphia Flyers                          | Québec Remparts (QMJHL)              |
| 165 | Kirill Yemelyanov     | C     | Russia      | Boston Bruins                                | Lokomotiv Jaroslavl' (MHL)           |
| 166 | Samuel Jung           | RW    | Rep. Ceca   | New York Rangers (dai Kraken)                | Oulun Kärpät U20 (U20 SM-sarja)      |
| 167 | Ashton Schultz        | C     | Stati Uniti | Buffalo Sabres                               | Chicago Steel (USHL)                 |
| 168 | Anthony Allain-Samake | D     | Canada      | Anaheim Ducks                                | Sioux City Musketeers (USHL)         |
| 169 | Carter Sanderson      | LW    | Stati Uniti | Pittsburgh Penguins                          | Muskegon Lumberjacks (USHL)          |
| 170 | Burke Hood            | G     | Canada      | New York Islanders                           | Vancouver Giants (WHL)               |
| 171 | Evan Passmore         | D     | Canada      | New York Rangers                             | Barrie Colts (OHL)                   |
| 172 | Will Murphy           | D     | Canada      | Detroit Red Wings                            | Cape Breton Eagles (QMJHL)           |
| 173 | Victor Hedin Raftheim | D     | Svezia      | Columbus Blue Jackets                        | Brynäs J20 (J20 Nationell)           |
| 174 | Ludvig Johnson        | D     | Svizzera    | Utah Mammoth                                 | Zugo U20 (U20-Elit)                  |
| 175 | Gabriel Chiarot       | RW    | Canada      | Vancouver Canucks                            | Brampton Steelheads (OHL)            |
| 176 | Aidan Lane            | RW    | Canada      | Calgary Flames                               | St. Andrew's Saints (CISAA)          |
| 177 | Carlos Handel         | D     | Germania    | Montreal Canadiens                           | Halifax Mooseheads (QMJHL)           |
| 178 | Sigge Holmgren        | D     | Svezia      | New Jersey Devils                            | Brynäs J20 (J20 Nationell)           |
| 179 | Love Harenstam        | G     | Svezia      | St. Louis Blues                              | Skellefteå AIK J20 (J20 Nationell)   |
| 180 | Aron Dahlqvist        | D     | Svezia      | Washington Capitals (dai Wild)               | Brynäs J20 (J20 Nationell)           |
| 181 | Bruno Idzan           | LW    | Croazia     | Ottawa Senators                              | Lincoln Stars (USHL)                 |
| 182 | Reko Alanko           | D     | Finlandia   | Utah Mammoth (dagli Avalanche via Predators) | Jokerit U20 (U20 SM-sarja)           |
| 183 | Viggo Nordlund        | LW    | Svezia      | Carolina Hurricanes (dai Lightning)          | Skellefteå AIK J20 (J20 Nationell)   |
| 184 | Jan Chovan            | C     | Slovacchia  | Los Angeles Kings                            | Tappara U20 (U20 SM-sarja)           |
| 185 | Rylan Fellinger       | D     | Canada      | Toronto Maple Leafs                          | Flint Firebirds (OHL)                |
| 186 | Alexander Weiermair   | C     | Stati Uniti | Vegas Golden Knights                         | Portland Winterhawks (WHL)           |
| 187 | Gustav Sjoqvist       | D     | Svezia      | Vegas Golden Knights (dai Capitals)          | AIK (Hockeyallsvenskan)              |
| 188 | Edison Engle          | D     | Stati Uniti | Winnipeg Jets                                | Dubuque Fighting Saints (USHL)       |
| 189 | Andrew MacNiel        | D     | Canada      | Montreal Canadiens (dagli Hurricanes)        | Kitchener Rangers (OHL)              |
| 190 | Dawson Sharkey        | RW    | Canada      | Dallas Stars                                 | Acadie-Bathurst Titan (QMJHL)        |
| 191 | Daniel Salonen        | G     | Finlandia   | Edmonton Oilers                              | Lukko Rauma U20 (U20 SM-sarja)       |
| 192 | Arvid Drott           | RW    | Svezia      | Florida Panthers                             | Djurgården J20 (J20 Nationell)       |

### Seventh Round
| #   | Giocatore                | Ruolo | Nazionalità | Squadra NHL                                          | Squadra di provenienza                |
| --- | ------------------------ | ----- | ----------- | ---------------------------------------------------- | ------------------------------------- |
| 193 | Caleb Heil               | G     | Stati Uniti | Tampa Bay Lightning (dagli Sharks)                   | Madison Capitols (USHL)               |
| 194 | Ilya Kanarsky            | G     | Russia      | Chicago Blackhawks                                   | AKM Tula (MHL)                        |
| 195 | Melvin Novotny           | LW    | Svezia      | Buffalo Sabres (dai Predators)                       | Muskegon Lumberjacks (USHL)           |
| 196 | Brendan McMorrow         | C     | Stati Uniti | Los Angeles Kings (dai Flyers)                       | Waterloo Black Hawks (USHL)           |
| 197 | Brendan Dunphy           | D     | Stati Uniti | Florida Panthers (dai Bruins via Blackhawks)         | Wenatchee Wild (WHL)                  |
| 198 | Jérémy Loranger          | C     | Canada      | Columbus Blue Jackets (dai Kraken)                   | Sherwood Park Crusaders (BCHL)        |
| 199 | Yevgeni Prokhorov        | G     | Bielorussia | Buffalo Sabres                                       | Dinamo Bobrujsk (MHL)                 |
| 200 | Brady Turko              | RW    | Canada      | Anaheim Ducks                                        | Brandon Wheat Kings (WHL)             |
| 201 | Kale Dach                | C     | Canada      | Pittsburgh Penguins                                  | Sherwood Park Crusaders (BCHL)        |
| 202 | Jacob Kvasnicka          | RW    | Stati Uniti | New York Islanders                                   | U.S. NTDP (USHL)                      |
| 203 | Felix Farhammar          | D     | Svezia      | New York Rangers                                     | Örebro (SHL)                          |
| 204 | Grayden Robertson-Palmer | C     | Canada      | Detroit Red Wings                                    | Phillips Andover Big Blue (USHS-Prep) |
| 205 | Karl Annborn             | D     | Svezia      | Seattle Kraken (dai Blue Jackets)                    | HV71 (SHL)                            |
| 206 | Roman Luttsev            | C     | Russia      | Tampa Bay Lightning (dai Mammoth)                    | Lokomotiv Jaroslavl' (KHL)            |
| 207 | Matthew Lansing          | C     | Stati Uniti | Vancouver Canucks                                    | Fargo Force (USHL)                    |
| 208 | Jakob Leander            | D     | Svezia      | Calgary Flames                                       | HV71 J20 (J20 Nationell)              |
| 209 | Maxon Vig                | D     | Stati Uniti | Montreal Canadiens                                   | Cedar Rapids RoughRiders (USHL)       |
| 210 | Richard Gallant          | LW    | Stati Uniti | San Jose Sharks (dai Devils)                         | U.S. NTDP (USHL)                      |
| 211 | Yan Matveiko             | LW    | Russia      | Calgary Flames (dai Blues via Red Wings)             | Krasnaya Armiya (MHL)                 |
| 212 | Grant Spada              | D     | Canada      | Tampa Bay Lightning (dai Wild)                       | Guelph Storm (OHL)                    |
| 213 | Andrei Trofimov          | G     | Russia      | Ottawa Senators                                      | Stalnye Lisy (MHL)                    |
| 214 | Nolan Roed               | C     | Stati Uniti | Colorado Avalanche                                   | Tri-City Storm (OHL)                  |
| 215 | Marco Mignosa            | RW    | Canada      | Tampa Bay Lightning                                  | S.S. Marie Greyhounds (OHL)           |
| 216 | William Sharpe           | D     | Canada      | Los Angeles Kings                                    | Kelowna Rockets (WHL)                 |
| 217 | Matthew Hlacar           | LW    | Canada      | Toronto Maple Leafs                                  | Kitchener Rangers (OHL)               |
| 218 | Loke Krantz              | RW    | Svezia      | Seattle Kraken (dai Golden Knights via Blue Jackets) | Linköping J20 (J20 Nationell)         |
| 219 | Ryan Rucinski            | C     | Stati Uniti | Buffalo Sabres (dai Capitals via Sharks)             | Youngstown Phantoms (USHL)            |
| 220 | Jacob Cloutier           | RW    | Canada      | Winnipeg Jets                                        | Saginaw Spirit (OHL)                  |
| 221 | Filip Ekberg             | RW    | Svezia      | Carolina Hurricanes                                  | Ottawa 67's (OHL)                     |
| 222 | Charlie Paquette         | RW    | Canada      | Dallas Stars                                         | Guelph Storm (OHL)                    |
| 223 | Aidan Park               | C     | Stati Uniti | Edmonton Oilers                                      | Green Bay Gamblers (USHL)             |
| 224 | Yegor Midlak             | G     | Russia      | Florida Panthers                                     | MHC Spartak (MHL)                     |

## Scelte classificate per nazionalità
| Pos. | Paese        | Selezioni | Percentuale | Scelta più alta                       |
|      | Nord America | 137       | 61.2%       |                                       |
| ---- | ------------ | --------- | ----------- | ------------------------------------- |
| 1.   | Canada       | 85        | 37.9%       | Matthew Schaefer (1ª assoluta)        |
| 2.   | Stati Uniti  | 52        | 23.2%       | James Hagens (7ª assoluta)            |
|      | Eurasia      | 87        | 38.8%       |                                       |
| 3.   | Svezia       | 30        | 13.4%       | Anton Frondell (3ª assoluta)          |
| 4.   | Russia       | 21        | 9.4%        | Pyotr Andreyanov (20ª assoluta)       |
| 5.   | Rep. Ceca    | 11        | 4.9%        | Radim Mrtka (9ª assoluta)             |
| 6.   | Finlandia    | 8         | 3.6%        | Lasse Boelius (60ª assoluta)          |
| 7.   | Germania     | 4         | 1.8%        | Maxim Schafer (96ª assoluta)          |
| 8.   | Slovacchia   | 3         | 1.3%        | Michal Pradel (75ª assoluta)          |
| 8.   | Bielorussia  | 3         | 1.3         | Arseni Radkov (82ª assoluta)          |
| 9.   | Norvegia     | 2         | 0.9%        | Tinus Luc Koblar (64ª assoluta)       |
| 9.   | Svizzera     | 2         | 0.9%        | Elijah Neuenschwander (104ª assoluta) |
| 10.  | Cina         | 1         | 0.4%        | Haoxi Wang (33ª assoluta)             |
| 10.  | Danimarca    | 1         | 0.4%        | Mads Kongsbak Klyvo (112ª assoluta)   |
| 10.  | Croazia      | 1         | 0.4%        | Bruno Idzan (181ª assoluta)           |